# Oberea orothi
Oberea orothi är en skalbaggsart som beskrevs av Stefan von Breuning 1962. Oberea orothi ingår i släktet Oberea och familjen långhorningar.
Artens utbredningsområde är Laos. Inga underarter finns listade i Catalogue of Life.